# アイドルワイヴス
『アイドルワイヴス』(Idle Wives) は、ロイス・ウェバーとフィリップス・スモーリーが共同監督し、1916年に制作されたサイレント映画。女優メアリー・マクラレンの最初期の出演作品のひとつである。

## あらすじ

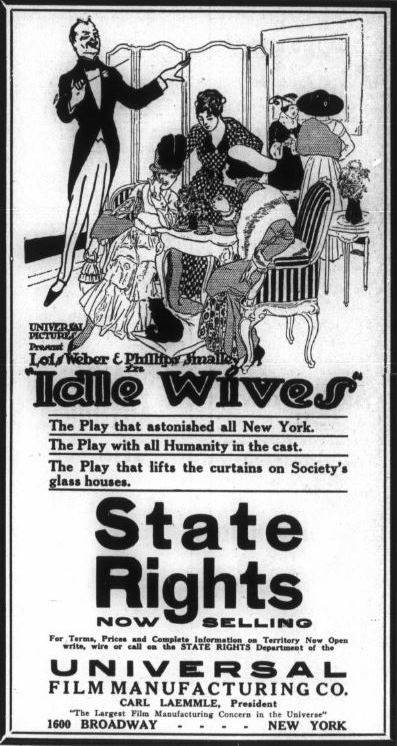
『バラエティ』誌1916年9月29日号に掲載された広告。

とある映画館で、互いに何の関係もない観客たちが、『Life's Mirror』（人生の鏡）と題された映画を見る。その映画は、まるで鏡のように、彼らの人生を映し出したものであった。彼らは、自分たちが今のまま進めばそうなるであろう未来を見ることができた。
若い娘モリーは、親が禁じているのに背いて男友達と映画館に来ていたが、あり得べき未来では、妊娠したことを告げたところ男に棄てられる。この結末を見た彼女は、悔い改めて家に戻り、両親に家を出たことを詫びる。
別の女性アン・ウォール (Anne Wall) は、彼女を蔑ろにして新しい「女友達」に走った夫を映画館まで追って来て、夫や子どもたちから離れる決意をする。しかし、映画の結末では、夫は彼女とともに家に戻ることを選ぶ。
ある労働者は、妻や子どもたちとともに、その惨めな生活を嘆いている。映画は、楽観的に未来を見据えることで、彼らに明るい未来への希望を見せる。
良心の呵責があまりなかった若い男は、これを悔いる。

## 制作
この映画は、ユニバーサル映画製作会社 (Universal Film Manufacturing Company) によって制作された。

## 配給

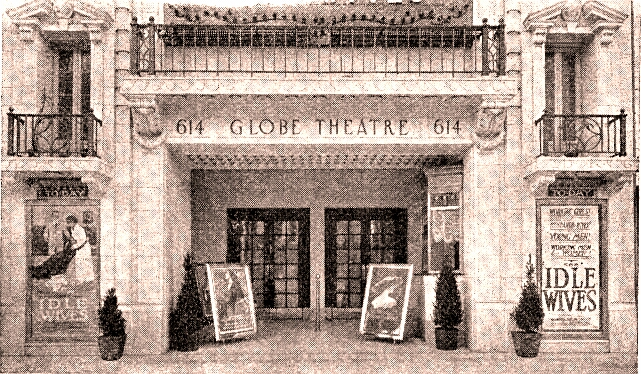
『アイドルワイヴス』を上映中のニューオリンズのグローブ劇場、1917年。

この映画は、ユニバーサル映画製作会社によって配給され、アメリカ合衆国では1916年9月に劇場公開された。
日本では、1917年5月26日に帝国館で封切り公開された。

## 保存
この映画は、フィルムが部分的に現存している映画であり、フィルムの一部は、ニュージーランド・フィルム・アーカイブ（35mmポジ1巻）とアメリカ議会図書館（35mmポジ1巻）のフィルム・アーカイヴに保管されている。